# Lucio Tarquicio Flaco
Lucio Tarquicio Flaco (en latín, Lucius Tarquitius Flaccus) fue un militar romano del siglo V a. C.

## Carrera
Fue elegido magister equitum por el dictador Lucio Quincio Cincinato en el año 458 a. C. A pesar de que pertenecía a una gens patricia, era muy pobre, aunque se distinguió como guerrero.
Los textos clásicos lo llaman «Tarquinio», aunque la mayoría de los estudiosos modernos lo han corregido por «Tarquicio» siguiendo los Fasti. Sin embargo, Martínez-Pinna opina que no hay razones para tal corrección por el contexto histórico y la relación entre los Tarquinios, los Quincios y los Mamilios.